# Kwala Indah
Kwala Indah is een bestuurslaag in het regentschap Batu Bara van de provincie Noord-Sumatra, Indonesië. Kwala Indah telt 3219 inwoners (volkstelling 2010).